# Oligostigma bambesensis
Oligostigma bambesensis là một loài bướm đêm trong họ Crambidae.